# Decoriplus pictus
Decoriplus pictus là một loài bọ cánh cứng trong họ Tenebrionidae. Loài này được Haag miêu tả khoa học năm 1871.